# Sjarhej Zjyhalka

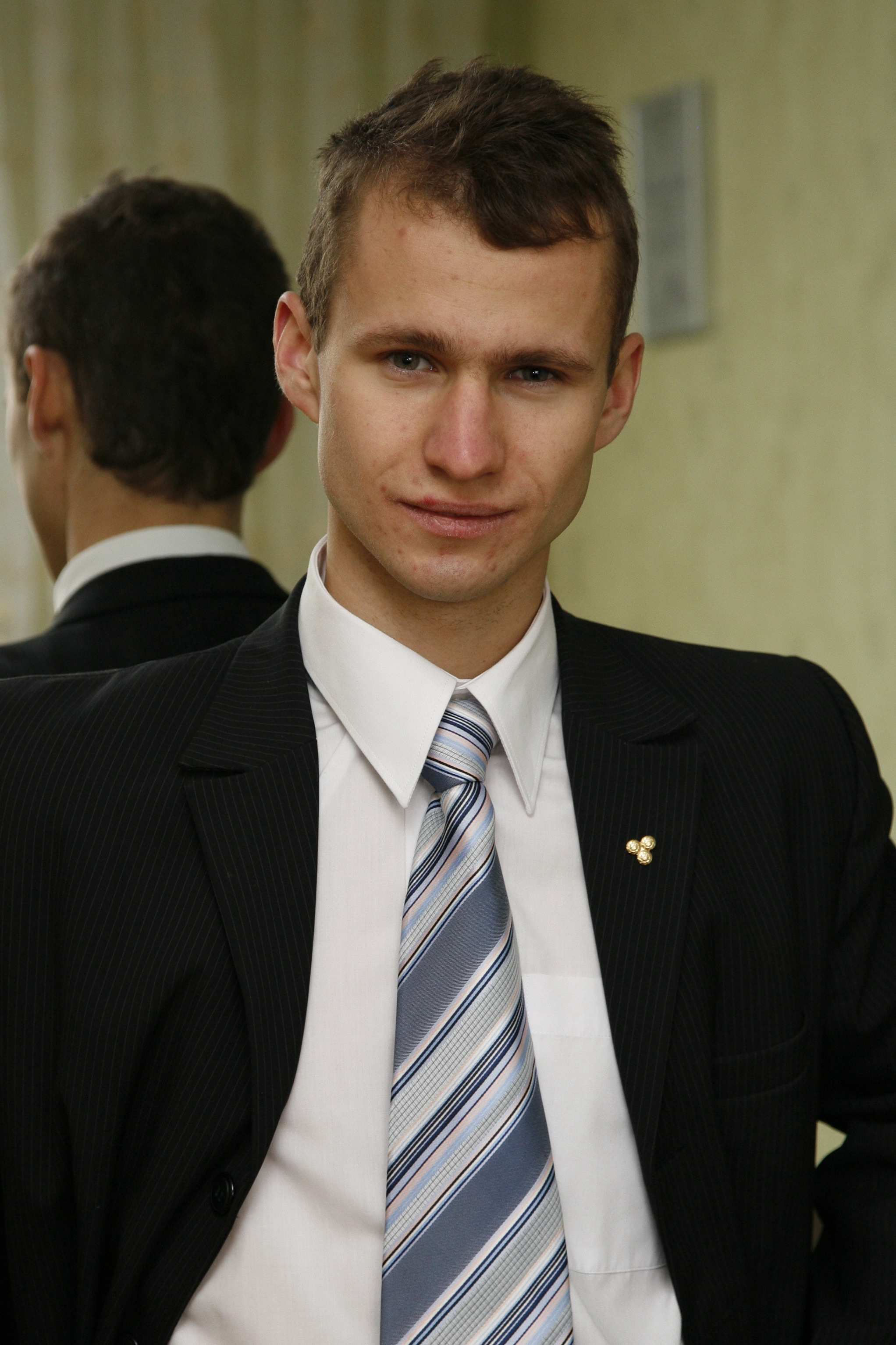
Sjarhej Zjyhalka

Sjarhej Aliaksandravitsj Zjyhalka (Wit-Russisch: Сяргей Аляксандравіч Жыгалка; Russisch: Сергей Александрович Жигалко, Sergei Aleksandrovitsj Schigalko) (Minsk, 28 maart 1989) is een Wit-Russisch schaker met FIDE-rating 2638 in 2017. Hij is sinds 2007 een grootmeester (GM), evenals zijn broer Andrej Zjyhalka. Hij was kampioen van Wit-Rusland in 2009, 2012 and 2013.

## Individuele resultaten
Zjyhalka won in 2003 het Europees jeugdkampioenschap in de categorie tot 14 jaar. Ook werd hij in 2003 wereldkampioen in deze categorie (Magnus Carlsen, 20 maanden jonger dan Zjyhalka, werd negende).
In 2004 verkreeg Zjyhalka de titel Internationaal Meester (IM), de hiervoor vereiste normen behaalde hij bij het kampioenschap van Wit-Rusland in 2003, bij de European Club Cup in 2003, bij de A-Skanska Cup 2004 en bij het Stork Young Masters 2004 in Hengelo.
Op 27 december 2004 eindigde hij met 9 punten uit 9 ronden als eerste op het Kerst-snelschaaktoernooi bij Sissa schaak te Groningen. Jan Smeets werd tweede met 8 uit 9 en Jan Werle eindigde met 7 punten op de derde plaats.
In augustus 2005 werd in Hengelo het Euro Chess Tournament 2005 (Open Nederlands Jeugdkampioenschap) verspeeld. De Stork Young Masters, een onderdeel van dit toernooi, werd gewonnen door Aleksander Rjazantsev met 6 uit 9. Zjyhalka behaalde 5 uit 9.
In 2006 won Zjyhalka in Herceg Novi (Montenegro) het Europees jeugdkampioenschap in de categorie tot 18 jaar.
Hij nam deel aan de Wereldbeker Schaken 2007 als een van de vijf door de FIDE-president genomineerde spelers en werd in de eerste ronde uitgeschakeld door Krishnan Sasikiran. In 2007 en in 2008 werd hij tweede in het kampioenschap van Wit-Rusland.
Sinds 2007 is hij grootmeester, de hiervoor benodigde normen behaalde hij bij de European Club Cups van 2003 en 2005, bij het Tsjechië Open 2006 in Pardubice en bij het Tsjigorin Memorial toernooi in 2006 in Sint-Petersburg.
In het wereldkampioenschap voor junioren in november 2009, in Puerto Madryn, eindigde hij na tiebreak als tweede; de winnaar was Maxime Vachier-Lagrave.
In 2009 won Zjyhalka het Euro Chess Tournament, dat toen in Enschede gehouden werd.
Bij het Europees Schaakkampioenschap in 2011 eindigde hij op een gedeelde vijfde plaats. Hij nam deel aan de Wereldbeker Schaken 2011 en werd in de eerste ronde uitgeschakeld door Anton Filippov.
In 2011 and in 2012 won hij het Bakoe Open.
Bij de Wereldbeker Schaken 2015 bereikte Zjyhalka de tweede ronde door in de eerste ronde te winnen van de Russische GM Ivan Bukavshin; vervolgens werd hij uitgeschakeld door Veselin Topalov.

## Nationale teams
Zjyhalka nam met het Wit-Russische team deel aan vier Schaakolympiades: 2008, 2010, 2012 en 2014. Ook nam hij in 2013 deel aan de Europese schaakkampioenschappen voor landenteams.

## Schaakverenigingen
In Wit-Rusland speelt Zjyhalka voor de schaakvereniging Vesnianka Minsk, waarmee hij sinds 2003 zes keer deelnam aan de European Club Cup. In de Russische bondscompetitie speelde hij in 2011 voor Jugra Chanty-Mansijsk en in 2013 voor PGMB Rostow am Don, met beide verenigingen nam hij deel aan de European Club Cup. Het kampioenschap van Oekraïne voor schaakverenigingen won hij in 2010 met A DAN DZO & PGMB Tschernihiw, waarmee hij in hetzelfde jaar derde werd bij de European Club Cup. In de Poolse kampioenschappen voor schaakverenigingen speelde hij in 2010 en 2011 voor LKS Pasjonat Dankowice, in de Chinese bondscompetitie 2012 speelde hij voor Zhejiang Yinzhou en in de Spaanse bondscompetitie 2010 speelde hij voor CA Mérida Patrimonio-Ajoblanco.

## Externe koppelingen
- (en)   Informatie over schaakpartijen van Sjarhej Zjyhalka op ChessGames.com
- (en)   Informatie over schaakpartijen van Sjarhej Zjyhalka op 365chess.com
- (en)  FIDE-ratinggegevens voor Sjarhej Zjyhalka